# Seljašnica
Seljašnica (en serbe cyrillique : Сељашница) est un village de Serbie situé dans la municipalité de Prijepolje, district de Zlatibor. Au recensement de 2011, il comptait 683 habitants.

## Démographie

### Évolution historique de la population
| 1948 | 1953 | 1961 | 1971 | 1981 | 1991 | 2002 | 2011 |
| ---- | ---- | ---- | ---- | ---- | ---- | ---- | ---- |
| 250  | 263  | 305  | 373  | 475  | 665  | 774  | 683  |

|  |